# Budapest Reference Connectome
A Budapest Reference Connectome (Budapesti referenciakonnektom) 96 egészséges ember agyának egyenként 1015 csúcspontjú makroskálájú kapcsolódási térképéből, avagy konnektomjából (agygráfjából) készített konszenzusgráf. A Human Connectome Project diffúziós MRI-adataiból számoltak ki egy referenciakonnektomot (vagy „agygráfot”), ami letölthető és 3D-ben megjeleníthető.

## Funkciók
A Budapest Reference Connectome 1015 csúcsponttal rendelkezik, de az ugyanazon nagyobb agyi területhez tartozókat egybe rajzolja a tisztább ábrázolás érdekében. Egérrel nagyítani és forgatni lehet a képet, egy csúcspontra kattintva csak az ahhoz a csúcsponthoz tartozó összeköttetéseket mutatja meg.
A Connectom Mapping Toolkit nevű eszközzel készítették az MRI-felvételekből az agygráfokat. A legdurvább felbontás a Desikan–Killiany atlaszra épül – mindkét agyféltekét nagyjából 34 kérgi ROI-ra osztottak, de kéreg alatti régiókat (pl. törzsdúcok), a talamuszt, az amigdalát és az agytörzset is azonosítják. Ez a 83 csúcsú agygráf a legalacsonyabb felbontású, amit finomítva érhető el az 1015 csúcspontú gráf.

## Háttér
A Budapest Reference Connectome 96 vizsgálati alany agygráfainak kombinációja (az első verzióban még csak 6 gráf volt). Csak azok az élek kerülnek megmutatása, amik a kiindulási gráfok egy megadott százalékában jelen vannak. A kiválasztott élek mindegyike az egyes gráfokban más-más súlyozással rendelkezik, ezeket a súlyokat kombinálják egyszerű átlagolással vagy medián választásával egyetlen súllyá. A felhasználói felület lehetővé teszi ezeknek a paramétereknek a változtatását. Össze lehet hasonlítani a férfi és női referenciakonnektomot is. A női alanyok konnektomai lényegesen több összeköttetést tartalmaznak a férfi alanyokénál, és a női alanyoknál az élek nagyobb száma fut a két agyfélteke között.

## Fordítás
- Ez a szócikk részben vagy egészben a Budapest Reference Connectome című angol Wikipédia-szócikk ezen változatának fordításán alapul.  Az eredeti cikk szerkesztőit annak laptörténete sorolja fel. Ez a jelzés csupán a megfogalmazás eredetét és a szerzői jogokat jelzi, nem szolgál a cikkben szereplő információk forrásmegjelöléseként.